# Догнал, Йиржи (актёр)
Йи́ржи До́гнал (чеш. Jiří Dohnal; 12 августа 1905, Холоубкау, Австро-Венгрия, ныне Голоубков, Чехия — 9 сентября 1984, Прага) — чешский актёр и режиссёр театра и кино.

## Биография
В 1934—1952 годах (с перерывом) работал в Национальном театре в Праге. В 1945 году стал одним из основателей Реалистического театра им. Зденека Неедлы. В кино с 1933 года («U sv. Antoníčka»).

## Избранная фильмография
- 1935 —  / Studentská máma — Zdenek Vilim
- 1936 — Улочка в рай / Ulička v ráji — Эмиль
- 1936 —  / Lojzička — Жан Пулар
- 1936 — Уличные сиротки / Uličnice — Letec Jirí Málek
- 1936 — Люди на льдине / Lidé na kre — Franta Cikán - футболист
- 1936 — Свет его очей / Světlo jeho očí — Frank Nor
- 1937 — Швандя дударь / Švanda dudák —
- 1937 —  / Devcata, nedejte se! — Карел
- 1937 —  / Otec Kondelík a ženich Vejvara — Frantisek Vejvara
- 1938 — Её падчерица / Její pastorkyňa — Штева Бурыйя
- 1938 —  / Panenka — Kajetán Vrba
- 1938 — Идеал седьмого класса / Ideál septimy — Jiří
- 1938 —  / Vandiny trampoty — Jiří Vydra
- 1938 — Замужество Нанинки Кулиховой / Vdavky Nanynky Kulichovy — Vejlupek, учитель
- 1938 —  / Pod jednou střechou — Rudolf Šustera, Jr.
- 1939 —  / Srdce v celofánu —
- 1940 —  / Okénko do nebe — Jiří, писатель
- 1940 —  / Artur a Leontýna — Artur Drmola
- 1940 — Бабушка / Babička — Якуб
- 1941 — Адвокат бедняков / Advokát chudých — Merhaut
- 1941 — Тётушка / Tetička — Jindrich Dusbaba
- 1942 —  / Karel a já — Oldrich Ficek
- 1944 —  / Děvčica z Beskyd — Павел
- 1946 —  Лавина / Lavina — Pavel Benda
- 1947 —  / Nikola Suhaj —
- 1948 — О сапожнике Матфее / O sevci Matousovi —
- 1949 — Лето / Léto —
- 1949 —  / Prípad Z-8 — Director
- 1949 — Революционный 1848 год / Revoluční rok 1948 — Павел Йозеф Шафарик
- 1951 —  / Vzbourení na vsi — Tonda Veselý
- 1951 — Посланник зари / Posel úsvitu — граф Бюкуа
- 1952 — Миколаш Алеш / Mikoláš Aleš — Якуб Арбес
- 1952 — Похищение / Únos — Horvat
- 1952 — Над нами рассвет / Nad námi svítá — Engr. Kanta
- 1953 — Молодые годы / Mladá léta — Tomek
- 1953 — Предупреждение / Výstraha — Клемент Готвальд
- 1953 — Северный порт / Severní prístav — Horák
- 1954 — Комические рассказы Гашека / Haskovy povidky ze stareho mocnarstvi — Obhájce
- 1954 — Псоглавые / Psohlavci — Adam Ecl Ctverák
- 1955 — Танковая бригада / Tanková brigáda — Клемент Готвальд
- 1961 — Петух пугает смерть / Kohout plasí smrt —
- 1981 — Конечная остановка / Konecná stanice — Filc
- 1983 — Сумасшедший канкан / Sileny kankan — Czapp von Eppinghausen
- 1984 —  / Barrandovské nocturno aneb Jak film zpíval a tancil — гость

## Награды
- 1958 — Заслуженный артист ЧССР
- 1964 — Орден Труда
- 1971 — Народный артист ЧССР
- 1980 — Орден Победного Февраля